# 유칙 (종무절후)
유칙(劉則, ? ~ ?)은 전한 말기의 제후로, 장사경왕의 손자이자 종무효후의 동생이다.

## 행적
원연 2년(기원전 11년), 조카 유패를 끝으로 끊겨 있었던 종무후(鍾武侯) 작위를 이어받았다. 시호를 절이라 하였다.

## 출전
- 반고, 《한서》 권15하 왕자후표 下

| 선대 조카 종무애후 유패 | 전한의 종무후 기원전 11년 ~ ? | 후대 (아들?) 유망 |